# Объект 142
Объект 142 — советский опытный средний танк. Серийно не производился.

## История создания
После прекращения в 1957 году работ над созданием «Объекта 140» директор Завода № 183 по просьбе Карцева Л. Н. направил письмо начальнику бронетанковых войск Полубоярову П. П. и Министру обороны Устинову Д. Ф. с просьбой о разработке нового среднего танка с индексом ГБТУ «Объект 142».
Машина должна была оснащаться танковой пушкой Д-54 и при этом иметь максимальную унификацию со средним танком Т-54Б, от которого планировалось заимствовать моторно-трансмиссионное отделение и элементы ходовой части. Корпус машины предполагалось создавать на базе «Объекта 140». В первой половине 1958 года был изготовлен первый опытный образец. Осенью он прошёл испытания. После анализа данных работы над «Объектом 142» были прекращены.

## Описание конструкции

### Броневой корпус и башня
Компоновка машины была аналогична танку «Объект 140». В передней части корпуса по левому борту находилось отделение управления. На крыше корпуса располагался входной люк механика-водителя. Место механика-водителя было оборудовано органами управления танком, а также контрольными приборами и вспомогательным вооружением танка (курсовым пулемётом). Для аварийного покидания машины, за сиденьем механика-водителя располагался запасной люк. В средней части корпуса находилось боевое отделение. Боевое отделение было аналогично опытному танку «Объект 140». В кормовой части корпуса находилось моторно-трансмиссионное отделение. От боевого отделения МТО разделяла стальная перегородка. Компоновка МТО была полностью аналогична танку Т-54Б.
Корпус танка представлял собой сварную конструкцию. Лобовые листы имели толщину 100-мм. Верхний обеспечивал защиту на любой дистанции от бронебойного тупоголового снаряда, имевшего начальную скорость до 930 м/с, нижний лист мог защитить от аналогичных снарядов с начальной скоростью 865 м/с. Верхняя часть бортов изготавливалась из броневых прокатных листов переменного сечения. Перед сваркой листы изгибались, в результате поперечное сечение корпуса имело форму рюмки. Бронестойкость бортов корпуса была на уровне лобовых листов в секторе обстрела ±22,5°. Крышка моторно-трансмиссионного отделения изготавливалась методом штамповки.
Верхняя часть корпуса в зоне установки башни была аналогична танку «Объект 140», это позволило установить на танк башню с увеличенным диаметром погона до 2250 мм. Конструкция башни представляла собой литую конструкцию с вварной штампованной крышей. В секторе обстрела ±45° лобовая часть башни обеспечивала защиту аналогичную лобовым листам корпуса. В корме башни имелся лючок для выброса стреляных гильз. Зенитная пулемётная установка была упразднена, однако высокая башенка над местом заряжающего осталась.

### Вооружение
В качестве основного вооружения использовалась 100-мм нарезная танковая пушка Д-54ТС. Возимый боекомплект составлял 45 выстрелов. Дополнительно, с пушкой устанавливался спаренный 7,62-мм пулемёт. Кроме того, у механика водителя устанавливался курсовой пулемёт. Общий возимый боекомплект составлял 3500 патронов. В комплект личного оружия экипажа входили два автомата АК, 12 ручных гранат Ф-1 и сигнальный пистолет.

### Приборы связи и наблюдения
Место механика-водителя оснащалось двумя перископическими смотровыми приборами. Приборы устанавливались в шахты у верхней кромки лобового листа и располагались под углом 15° друг к другу. Приборы оснащались системой очистки от пыли и грязи. В ночное время суток механик водитель использовал прибор ночного видения ТВН-2, устанавливая его, вместо левого смотрового прибора. Подсветка местности осуществлялась с помощью фары ФГ-100. Для наведения основного орудия место наводчика снабжалось телескопическим прицелом ТШ-2А для ведения огня днём и ночным прицелом ТПН-1 для работы в ночных условиях.

### Двигатель и трансмиссия
«Объект 142» оснащался дизельным двигателем В-55 мощностью 580 л.с. Основные узлы и агрегаты силовой установки были заимствованы от серийного танка Т-54Б, исключением были: топливные баки и подогреватель, которые заимствовались от танка «Объект 140». Суммарная ёмкость топливных баков составляла 1000 литров, а запас хода по шоссе — 500 км. Трансмиссия отличалась от танка Т-54Б только комбинированными бортовыми редукторами и приводом воздушного компрессора от коробки передач.

### Ходовая часть
Ходовая часть в целом аналогичная Т-54Б. Изменения претерпело расположение опорных катков, благодаря использованию нового корпуса и башни «Объект 142» имел более равномерное распределение массы по всей длине машины.